# Kostarikanska vaterpolska reprezentacija
Kostarikanska vaterpolska reprezentacija predstavlja državu Kostariku u međunarodnom športu muškom vaterpolu.

## Utakmice

### Igre Srednje Amerike i Kariba 2018.
- 26. srpnja 2018.:  Kostarika -  Venezuela 2:19 (0:6,0:4,2:4,0:5)[1]
- 27. srpnja 2018.:  Kuba -  Kostarika 31:4 (4:2,9:0,10:0,8:2)[2]
- 28. srpnja 2018.:  Kostarika -  Trinidad i Tobago 6:18 (3:1,1:6,1:6,1:5)[3]

- četvrtzavršnica, 29. srpnja 2018.:  Kolumbija -  Kostarika 22:4 (4:1,6:2,5:1,7:0)[4]

- 30. srpnja 2018.:  Kostarika -  Venezuela 4:20 (0:4,1:5,2:4,1:7)[5]

- za sedmo mjesto, 1. kolovoza 2018.:  Jamajka -  Kostarika 9:6 (2:1,2:1,2:0,3:4)